# Prêmios Cóndor de Plata
Os Prêmios Condor de Prata são prêmios de cinema concedidos anualmente pela Associação de Cronistas Cinematográficos da Argentina (ACCA). A primeira cerimônia entrega foi realizada em 1943. Os prêmios são considerados o equivalente argentino ao Oscar.

## História
Em janeiro de 1943, a Associação realizou a primeira cerimônia de premiação. Desde então, os prémios ACCA têm sido entregues anualmente, embora com uma longa interrupção entre 1975 e 1981, depois de a lista de filmes e artistas nomeados como os melhores coincidir com a lista dos banidos pela censura e pela chegada da ditadura militar (1976-1983).

## Categorias
- Melhor Filme
- Melhor Diretor
- Melhor Ator Principal
- Melhor Atriz Principal
- Melhor Ator Coadjuvante
- Melhor Atriz Coadjuvante
- Melhor Curta-metragem de Ficção
- Melhor Curta-metragem Documental
- Melhor Documentário
- Melhor Direção de Arte
- Melhor Fotografia
- Melhor Roteiro Original
- Melhor Roteiro Adaptado
- Melhor Maquiagem e Caracterização
- Melhor Montagem
- Melhor Música Original
- Melhor Coprodução com Argentina
- Melhor Música de Filme
- Melhor Filme de Estreia
- Melhor Filme Ibero-americano
- Revelação Masculina
- Revelação Feminina
- Melhor Som
- Melhor Figurino
- Melhor Série e/ou Filme para Televisão
- Melhor Atriz em Série
- Melhor Ator em Série
- Melhor Direção de Série